# Općinska nogometna liga Labin 1976./77.
Općinska nogometna liga Labin, također i kao Općinsko nogometno prvenstvo Labin; Prvenstvo NSO Labin, i sl., je bila liga sedmog stupnja nogometnog prvenstva Jugoslavije u sezoni 1976./77. 
 
Sudjelovalo je 8 klubova, a prvak je bio klub "Iskra" iz Vineža.    

## Ljestvica
| mj. | klub                        | ut. | pob | ner | por | gol+ | gol- | bod |
| --- | --------------------------- | --- | --- | --- | --- | ---- | ---- | --- |
| 1.  | Iskra Vinež                 | 14  | 9   | 3   | 2   | 38   | 17   | 21  |
| 2.  | Šumber                      | 14  | 7   | 5   | 2   | 28   | 15   | 19  |
| 3.  | Radnik Labin                | 14  | 5   | 5   | 4   | 33   | 23   | 15  |
| 4.  | Plomin                      | 14  | 5   | 5   | 4   | 35   | 27   | 15  |
| 5.  | Polet Snašići               | 14  | 5   | 4   | 5   | 30   | 26   | 14  |
| 6.  | Učka Čepić                  | 14  | 5   | 3   | 6   | 31   | 44   | 13  |
| 7.  | Sutivanac                   | 14  | 5   | 2   | 7   | 28   | 48   | 12  |
| 8.  | Beneci (Nedešćina - Beneci) | 14  | 0   | 3   | 11  | 11   | 55   | 3   |

## Rezultatska križaljka
| kratica | klub                        | BEN | ISK | POL | PLO | RAD | SUT | ŠUM | UČKA |
| --- | --------------------------- | --- | --- | --- | --- | --- | --- | --- | ---- |
| BEN | Beneci (Nedešćina - Beneci) |     |     |     |     |     |     |     |      |
| ISK | Iskra Vinež                 |     |     |     |     |     |     |     |      |
| POL | Polet Snašići               |     |     |     |     |     |     |     |      |
| PLO | Plomin                      |     |     |     |     |     |     |     |      |
| RAD | Radnik Labin                |     |     |     |     |     |     |     |      |
| SUT | Sutivanac                   |     |     |     |     |     |     |     |      |
| ŠUM | Šumber                      |     |     |     |     |     |     |     |      |
| UČKA | Učka Čepić                  |     |     |     |     |     |     |     |      |
| |                             |     |     |     |     |     |     |     |      |
| podebljan rezultat - utakmice od 1. do 7. kola (1. utakmica između klubova) rezultat normalne debljine - utakmice od 8. do 14. kola (2. utakmica između klubova) rezultat nakošen - nije vidljiv redoslijed odigravanja međusobnih utakmica iz dostupnih izvora rezultat smanjen * - iz dostupnih izvora nije uočljiv domaćin susreta prekrižen rezultat - poništena ili brisana utakmica p - utakmica prekinuta 3:0 p.f. / 0:3 p.f. - rezultat 3:0 bez borbe |                             |     |     |     |     |     |     |     |      |